# モンテカルロ・マスターズ
ロレックス・モンテカルロ・マスターズ（英: Rolex Monte-Carlo Masters）は、毎年4月中旬にフランス・プロヴァンス＝アルプ＝コート・ダジュール地域圏アルプ＝マリティーム県ロクブリュヌ＝カップ＝マルタンで行われるATPツアー・マスターズ1000の大会である。

## 概要
1897年に「モンテカルロ・テニス選手権」として第1回大会が行われ、オープン化処置が施された1969年からモンテカルロ・オープンとして毎年開催されてきた。サーフェスはアンツーカーを採用したクレーコートであり、開催時期も4月の中旬であるため、全仏オープンの前哨戦に位置づけられている。大会規格はATPマスターズ1000であるが、世界ランキングの上位選手への出場義務はこの大会に限り例外により課せられていない。なお、会場はモンテカルロ・カントリークラブで、モンテカルロを冠しているが、実際にはモナコのモンテカルロではなくフランスのロクブリュヌ＝カップ＝マルタンにある。
ラファエル・ナダルが大会8連覇の記録を達成している。

## 歴代優勝者

### シングルス
1969年以降
| 年     | 優勝                                                        | 準優勝                                                      | スコア                                                      |
| ------ | ----------------------------------------------------------- | ----------------------------------------------------------- | ----------------------------------------------------------- |
| 1969年 | トム・オッカー                                              | ジョン・ニューカム                                          | 8-10, 6-1, 7-5, 6-3                                         |
| 1970年 | ゼリコ・フラヌロビッチ                                      | マニュエル・オランテス                                      | 6-4, 6-3, 6-3                                               |
| 1971年 | イリ・ナスターゼ                                            | トム・オッカー                                              | 3-6, 8-6, 6-1, 6-1                                          |
| 1972年 | イリ・ナスターゼ                                            | フランティシェク・パラ                                      | 6-1, 6-0, 6-3                                               |
| 1973年 | イリ・ナスターゼ                                            | ビョルン・ボルグ                                            | 6-4, 6-1, 6-2                                               |
| 1974年 | アンドリュー・パティソン                                    | イリ・ナスターゼ                                            | 5-7, 6-3, 6-4                                               |
| 1975年 | マニュエル・オランテス                                      | ボブ・ヒューイット                                          | 6-2, 6-4                                                    |
| 1976年 | ギリェルモ・ビラス                                          | ヴォイチェフ・フィバク                                      | 6-1, 6-1, 6-4                                               |
| 1977年 | ビョルン・ボルグ                                            | コラド・バラズッティ                                        | 6-3, 7-5, 6-0                                               |
| 1978年 | ラウル・ラミレス                                            | トマシュ・スミッド                                          | 6-3, 6-3, 6-4                                               |
| 1979年 | ビョルン・ボルグ                                            | ビタス・ゲルレイティス                                      | 6-2, 6-1, 6-3                                               |
| 1980年 | ビョルン・ボルグ                                            | ギリェルモ・ビラス                                          | 6-1, 6-0, 6-2                                               |
| 1981年 | ジミー・コナーズ& ギリェルモ・ビラス 雨天打ち切り、両者優勝 | ジミー・コナーズ& ギリェルモ・ビラス 雨天打ち切り、両者優勝 | ジミー・コナーズ& ギリェルモ・ビラス 雨天打ち切り、両者優勝 |
| 1982年 | ギリェルモ・ビラス                                          | イワン・レンドル                                            | 6-1, 7-6, 6-3                                               |
| 1983年 | マッツ・ビランデル                                          | メル・パーセル                                              | 6-1, 6-2, 6-3                                               |
| 1984年 | ヘンリク・スンドストローム                                  | マッツ・ビランデル                                          | 6-3, 7-5, 6-2                                               |
| 1985年 | イワン・レンドル                                            | マッツ・ビランデル                                          | 6-1, 6-3, 4-6, 6-4                                          |
| 1986年 | ヨアキム・ニーストロム                                      | ヤニック・ノア                                              | 6-3, 6-2                                                    |
| 1987年 | マッツ・ビランデル                                          | ジミー・アリアス                                            | 4-6, 7-5, 6-1, 6-3                                          |
| 1988年 | イワン・レンドル                                            | マルティン・ハイテ                                          | 5-7, 6-4, 7-5, 6-3                                          |
| 1989年 | アルベルト・マンシーニ                                      | ボリス・ベッカー                                            | 7-5, 2-6, 7-6, 7-5                                          |
| 1990年 | アンドレイ・チェスノコフ                                    | トーマス・ムスター                                          | 7-5, 6-3, 6-3                                               |
| 1991年 | セルジ・ブルゲラ                                            | ボリス・ベッカー                                            | 5-7, 6-4, 7-6, 7-6                                          |
| 1992年 | トーマス・ムスター                                          | アーロン・クリックステイン                                  | 6-3, 6-1, 6-3                                               |
| 1993年 | セルジ・ブルゲラ                                            | セドリック・ピオリーン                                      | 7-6, 6-0                                                    |
| 1994年 | アンドレイ・メドベデフ                                      | セルジ・ブルゲラ                                            | 7-5, 6-1, 6-3                                               |
| 1995年 | トーマス・ムスター                                          | ボリス・ベッカー                                            | 4-6, 5-7, 6-1, 7-6, 6-0                                     |
| 1996年 | トーマス・ムスター                                          | アルベルト・コスタ                                          | 6-3, 5-7, 4-6, 6-3, 6-2                                     |
| 1997年 | マルセロ・リオス                                            | アレックス・コレチャ                                        | 6-4, 6-3, 6-3                                               |
| 1998年 | カルロス・モヤ                                              | セドリック・ピオリーン                                      | 6-3, 6-0, 7-5                                               |
| 1999年 | グスタボ・クエルテン                                        | マルセロ・リオス                                            | 6-4, 2-1 途中棄権                                           |
| 2000年 | セドリック・ピオリーン                                      | ドミニク・フルバティ                                        | 6-4, 7-6, 7-6                                               |
| 2001年 | グスタボ・クエルテン                                        | ヒシャム・アラジ                                            | 6-3, 6-2, 6-4                                               |
| 2002年 | フアン・カルロス・フェレーロ                                | カルロス・モヤ                                              | 7-5, 6-3, 6-4                                               |
| 2003年 | フアン・カルロス・フェレーロ                                | ギリェルモ・コリア                                          | 6-2, 6-2                                                    |
| 2004年 | ギリェルモ・コリア                                          | ライナー・シュットラー                                      | 6-2, 6-1, 6-3                                               |
| 2005年 | ラファエル・ナダル                                          | ギリェルモ・コリア                                          | 6-3, 6-1, 0-6, 7-5                                          |
| 2006年 | ラファエル・ナダル                                          | ロジャー・フェデラー                                        | 6-2, 6-7, 6-3, 7-6                                          |
| 2007年 | ラファエル・ナダル                                          | ロジャー・フェデラー                                        | 6-4, 6-4                                                    |
| 2008年 | ラファエル・ナダル                                          | ロジャー・フェデラー                                        | 7-5, 7-5                                                    |
| 2009年 | ラファエル・ナダル                                          | ノバク・ジョコビッチ                                        | 6-3, 2-6, 6-1                                               |
| 2010年 | ラファエル・ナダル                                          | フェルナンド・ベルダスコ                                    | 6-0, 6-1                                                    |
| 2011年 | ラファエル・ナダル                                          | ダビド・フェレール                                          | 6-4, 7-5                                                    |
| 2012年 | ラファエル・ナダル                                          | ノバク・ジョコビッチ                                        | 6-3, 6-1                                                    |
| 2013年 | ノバク・ジョコビッチ                                        | ラファエル・ナダル                                          | 6-2, 7-6(7-1)                                               |
| 2014年 | スタニスラス・ワウリンカ                                    | ロジャー・フェデラー                                        | 4-6, 7-6(7-5), 6-2                                          |
| 2015年 | ノバク・ジョコビッチ                                        | トマーシュ・ベルディハ                                      | 7-5, 4-6, 6-3                                               |
| 2016年 | ラファエル・ナダル                                          | ガエル・モンフィス                                          | 7-5, 5-7, 6-0                                               |
| 2017年 | ラファエル・ナダル                                          | アルベルト・ラモス＝ビノラス                                | 6-1, 6-3                                                    |
| 2018年 | ラファエル・ナダル                                          | 錦織圭                                                      | 6-3, 6-2                                                    |
| 2019年 | ファビオ・フォニーニ                                        | ドゥシャン・ラヨビッチ                                      | 6-3, 6-4                                                    |
| 2020年 | 大会開催なし                                                | 大会開催なし                                                | 大会開催なし                                                |
| 2021年 | ステファノス・チチパス                                      | アンドレイ・ルブレフ                                        | 6-3, 6-3                                                    |
| 2022年 | ステファノス・チチパス                                      | アレハンドロ・ダビドビッチ・フォキナ                        | 6-3, 7-6(7-3)                                               |
| 2023年 | アンドレイ・ルブレフ                                        | ホルガ・ルーネ                                              | 5-7, 6-2, 7-5                                               |
| 2024年 | ステファノス・チチパス                                      | キャスパー・ルード                                          | 6-1, 6-4                                                    |
| 2025年 | カルロス・アルカラス                                        | ロレンツォ・ムゼッティ                                      | 3-6, 6-1, 6-0                                               |

### ダブルス
1974年以降
| 年     | 優勝                                              | 準優勝                                            | スコア                     |
| ------ | ------------------------------------------------- | ------------------------------------------------- | -------------------------- |
| 1974年 | ジョン・アレクサンダー フィル・デント             | トニー・ローチ マニュエル・オランテス             | 7-6, 4-6, 7-6, 6-3         |
| 1975年 | ボブ・ヒューイット フルー・マクミラン             | アーサー・アッシュ トム・オッカー                 | 6-3, 6-2                   |
| 1976年 | ヴォイチェフ・フィバク カール・メイラー           | ビョルン・ボルグ ギリェルモ・ビラス               | 7-6, 6-1                   |
| 1977年 | ヤン・コデシュ フランソワ・ジョフレー             | ヴォイチェフ・フィバク トム・オッカー             | 2-6, 6-3, 6-2              |
| 1978年 | ピーター・フレミング トマシュ・スミッド           | イリ・ナスターゼ ハイメ・フィヨル                 | 6-4, 7-5                   |
| 1979年 | イリ・ナスターゼ ラウル・ラミレス                 | ビクトル・ペッチ バラージュ・タロツィ             | 6-3, 6-4                   |
| 1980年 | アドリアーノ・パナッタ パオロ・ベルトルッチ       | ジョン・マッケンロー ビタス・ゲルレイティス       | 6-2, 5-7, 6-4              |
| 1981年 | ハインツ・ギュンタード マルクス・ギュンタード     | パベル・スロジル トマシュ・スミッド               | 6-3, 6-3                   |
| 1982年 | ピーター・マクナマラ ポール・マクナミー           | マーク・エドモンドソン シャーウッド・スチュワート | 6-7, 7-6, 6-3              |
| 1983年 | ハインツ・ギュンタード バラージュ・タロツィ       | ヤニック・ノア アンリ・ルコント                   | 6-2, 6-4                   |
| 1984年 | マーク・エドモンドソン シャーウッド・スチュワート | ヤン・グンナーソン マッツ・ビランデル             | 6-2, 6-1                   |
| 1985年 | パベル・スロジル トマシュ・スミッド               | シュロモ・グリックスタイン シャハー・パーキス     | 6-2, 6-3                   |
| 1986年 | ヤニック・ノア ギー・フォルジェ                   | ヨアキム・ニーストロム マッツ・ビランデル         | 6-4, 3-6, 6-4              |
| 1987年 | アンドレス・ゴメス ハンス・ギルデマイスター       | マンスール・バーラミ ミカエル・モーテンセン       | 6-2, 6-4                   |
| 1988年 | セルヒオ・カサル エミリオ・サンチェス             | イワン・レンドル アンリ・ルコント                 | 6-1, 6-3                   |
| 1989年 | マーク・ウッドフォード トマシュ・スミッド         | パオロ・カネ ディエゴ・ナルギソ                   | 1-6, 6-4, 6-2              |
| 1990年 | ペトル・コルダ トマシュ・スミッド                 | アンドレス・ゴメス ハビエル・サンチェス           | 6-4, 7-6                   |
| 1991年 | ルーク・ジェンセン ローリー・ウォーダー           | マルク・クーフェルマンス ポール・ハーフース       | 5-7, 7-6, 6-4              |
| 1992年 | ボリス・ベッカー ミヒャエル・シュティヒ           | ペトル・コルダ カレル・ノバチェク                 | 6-4, 6-4                   |
| 1993年 | ステファン・エドベリ ペトル・コルダ               | マルク・クーフェルマンス ポール・ハーフース       | 3-6, 6-2, 7-6              |
| 1994年 | マグナス・ラーソン ニクラス・クルティ             | エフゲニー・カフェルニコフ ダニエル・バチェク     | 3-6, 7-6, 6-4              |
| 1995年 | ヤッコ・エルティン ポール・ハーフース             | ルイス・ロボ ハビエル・サンチェス                 | 6-3, 6-4                   |
| 1996年 | エリス・フェレイラ ヤン・シーメリンク             | ヨナス・ビョルクマン ニクラス・クルティ           | 2-6, 6-3, 6-2              |
| 1997年 | ドナルド・ジョンソン フランシスコ・モンタナ       | ヤッコ・エルティン ポール・ハーフース             | 7-6, 2-6, 7-6              |
| 1998年 | ヤッコ・エルティン ポール・ハーフース             | マーク・ウッドフォード トッド・ウッドブリッジ     | 6-4, 6-2                   |
| 1999年 | ティム・ヘンマン オリビエ・ドレートル             | イジー・ノバク デビッド・リクル                   | 6-2, 6-3                   |
| 2000年 | エフゲニー・カフェルニコフ ウェイン・フェレイラ   | サンドン・ストール ポール・ハーフース             | 6-3, 2-6, 6-1              |
| 2001年 | ヨナス・ビョルクマン トッド・ウッドブリッジ       | ジョシュア・イーグル アンドリュー・フロレント     | 3-6, 6-4, 6-2              |
| 2002年 | ヨナス・ビョルクマン トッド・ウッドブリッジ       | エフゲニー・カフェルニコフ ポール・ハーフース     | 6-3, 3-6 [10-7]            |
| 2003年 | マヘシュ・ブパシ マックス・ミルヌイ               | ファブリス・サントロ ミカエル・ロドラ             | 6-4, 3-6, 7-6              |
| 2004年 | ティム・ヘンマン ネナド・ジモニッチ               | ガストン・エトリス マルティン・ロドリゲス         | 7-5, 6-2                   |
| 2005年 | リーンダー・パエス ネナド・ジモニッチ             | ボブ・ブライアン マイク・ブライアン               | 不戦勝                     |
| 2006年 | ヨナス・ビョルクマン マックス・ミルヌイ           | ファブリス・サントロ ネナド・ジモニッチ           | 6-2, 7-6                   |
| 2007年 | ボブ・ブライアン マイク・ブライアン               | リシャール・ガスケ ジュリアン・ベネトー           | 6-2, 6-1                   |
| 2008年 | ラファエル・ナダル トミー・ロブレド               | マヘシュ・ブパシ マーク・ノールズ                 | 6-3, 6-3                   |
| 2009年 | ダニエル・ネスター ネナド・ジモニッチ             | ボブ・ブライアン マイク・ブライアン               | 6-4, 6-1                   |
| 2010年 | ダニエル・ネスター ネナド・ジモニッチ             | マヘシュ・ブパシ マックス・ミルヌイ               | 6-3, 2-0 途中棄権          |
| 2011年 | ボブ・ブライアン マイク・ブライアン               | フアン・イグナシオ・チェラ ブルーノ・ソアレス     | 6-3, 6-2                   |
| 2012年 | ボブ・ブライアン マイク・ブライアン               | マックス・ミルヌイ ダニエル・ネスター             | 6-2, 6-3                   |
| 2013年 | ジュリアン・ベネトー ネナド・ジモニッチ           | ボブ・ブライアン マイク・ブライアン               | 4-6, 7-6(7-4), [14-12]     |
| 2014年 | ボブ・ブライアン マイク・ブライアン               | イワン・ドディグ マルセロ・メロ                   | 6-3, 3-6, [10-8]           |
| 2015年 | ボブ・ブライアン マイク・ブライアン               | シモーネ・ボレリ ファビオ・フォニーニ             | 7-6(7-3), 6-1              |
| 2016年 | ピエール＝ユーグ・エルベール ニコラ・マユ         | ジェイミー・マリー ブルーノ・ソアレス             | 4-6, 6-0, [10-6]           |
| 2017年 | ロハン・ボパンナ パブロ・クエバス                 | フェリシアーノ・ロペス マルク・ロペス             | 6-3, 3-6, [10-4]           |
| 2018年 | ボブ・ブライアン マイク・ブライアン               | オリバー・マラハ マテ・パビッチ                   | 7-6(7-5), 6-3              |
| 2019年 | ニコラ・メクティッチ フランコ・シュクゴール       | ロビン・ハーセ ウェスリー・クールホフ             | 6-7(3-7), 7-6(7-3), [11-9] |
| 2020年 | 大会開催なし                                      | 大会開催なし                                      | 大会開催なし               |
| 2021年 | ニコラ・メクティッチ マテ・パビッチ               | ダニエル・エバンズ ニール・スクプスキ             | 6-3, 4-6, [10-7]           |
| 2022年 | ラジーブ・ラム ジョー・ソールズベリー             | フアン・セバスティアン・カバル ロベルト・ファラ   | 6-4, 3-6, [10-7]           |
| 2023年 | イワン・ドディグ オースティン・クライチェク       | ロマン・アルネオド サム・バイスボーン             | 6-0, 4-6, [14-12]          |

## 記録
- 最多優勝:  ラファエル・ナダル (11回)
- 連覇記録:  ラファエル・ナダル (8連覇, 2005–12)